# James Redfield
James Redfield (1950) es un escritor, profesor, guionista y productor de cine estadounidense.

## Biografía
Creció en una zona rural cerca de Birmingham, Alabama. Cuando era joven, estudió filosofías orientales, incluyendo el taoísmo y el zen, y se especializó en Sociología en la Universidad de Auburn. Más tarde recibió una maestría en consejería y trabajó más de 15 años como terapeuta de adolescentes maltratados. Durante este tiempo, participó en el movimiento del potencial humano y se acercó a dicho movimiento en relación con las teorías sobre las intuiciones y los fenómenos psíquicos, que ayudarían a sus clientes.
En 1989, renunció a su trabajo como terapeuta de escribir a tiempo completo, cultivar y sintetizar su interés por la psicología interactiva, las filosofías orientales y occidentales, la ciencia, el futurismo, la ecología, la historia y la mística.
Cuando Redfield publicó su primera novela en 1992 (Satori Publishing), el interés inmediato de los libreros y los lectores hizo que The Celestine Prophecy se convirtiera en uno de los libros más exitosos autoeditados de todos los tiempos. Warner Books compró los derechos y publicó una edición de tapa duro en marzo de 1994. El libro alcanzó rápidamente la primera posición de la lista de los libros más vendidos del New York Times. Según Publishing Trends, Las nueve revelaciones fue el mayor superventas internacional de 1996 (nº2 en 1995). La novela permaneció más de 3 años en la lista de los más vendidos del New York Times. Para mayo de 2005, The Celestine Prophecy había vendido más de 20 millones de copias en todo el mundo y había sido traducido a 34 idiomas. En 1996, la secuela, The Tenth Insight (traducido como La celebración de la Visión), publicada por Warner Books, también se convirtió en un éxito de ventas. Los dos libros permanecieron un total de 74 semanas en la lista de los más vendidos del New York Times, por lo que su autor se convirtió en el mayor superventas de tapa dura del mundo de 1996, según el informe BP (enero de 1997).
En su título de no-ficción, The Celestine Vision (Viviendo la Nueva Conciencia Espiritual), publicado por Warner Books en 1997, Redfield explora el contexto histórico y científico de "espiritualidad emergente", analizado en sus novelas. La serie de aventuras Celestine parábolas continuó en 1999 con The Secret of Shambhala (En busca de la Undécima Insight), publicada por Warner Books. En 2002, Redfield se unió al autor Michael Murphy y a la cineasta Sylvia Timbers en una obra de no ficción titulada Dios y el Universo en evolución (JP Tarcher).
La novela fue filmada como The Celestine Prophecy, que hizo su teatral EE. UU. (Celestine Films) y DVD ( Sony Pictures ) la liberación en 2006. Redfield produjo y coescribió el guion con Barnet Bain y Dan Gordon.
James Redfield y Salle son los fundadores del Proyecto Global de Oración, un TeleWebcast quincenal que ofrece la oración guiada y meditación.
Nueva oferta de Redfield, The Twelfth Insight: La hora de la decisión, fue publicado por Grand Central Publishing, en febrero de 2011.
Posteriormente ha continuado dicha saga con La Décima Revelación, La undécima Revelación. y más recientemente con La Duodécima Revelación